# 広島県道312号志路原大朝線
広島県道312号志路原大朝線（ひろしまけんどう312ごう しじはらおおあさせん）は、広島県山県郡北広島町を通る一般県道である。

## 概要
山県郡北広島町志路原から山県郡北広島町大朝に至る。
起点・山県郡北広島町田原間（約2.5 km）は幅員の狭い山道。

### 路線データ
- 起点：山県郡北広島町志路原（国道433号交点）
- 終点：山県郡北広島町大朝（広島県道79号芸北大朝線交点）
- 総延長：8.0 km

## 地理

### 通過する自治体
- 山県郡北広島町

### 交差する道路
| 交差する道路             | 交差する場所 | 交差する場所 |
| ------------------------ | ------------ | ------------ |
| 国道433号 国道434号 重複 | 志路原       | 起点         |
| 広島県道79号芸北大朝線   | 大朝         | 終点         |

### 沿線
- 田原温泉5000年風呂